# Јасна Птујец
Јасна Птујец (рођена 19. јануара, 1959. у Загребу, ФНР Југославија) је бивша хрватска и југословенска рукометашица хрватско-словеначког порекла. Била је део репрезентације Југославије која је на Олимпијским играма у Лос Анђелесу 1984. освојила златну медаљу. Са Југославијом је такође освојила бронзану медаљу на Светском првенству 1982. Играла је за Локомотиву из Загреба.